# Église Saint-Vigor d'Athis-de-l'Orne
L'église Saint-Vigor d'Athis-de-l'Orne est une église catholique située à Athis-Val de Rouvre, en France.

## Localisation
L'église est située dans le département français de l'Orne, dans le bourg de l'ancienne commune d'Athis-de-l'Orne, actuelle commune d'Athis-Val de Rouvre.

## Historique
L'église est l’œuvre de Victor Ruprich-Robert. Les travaux commencent en 1857 et ne s'achèvent que près de 40 ans après.
L'édifice est inscrit au titre des Monuments historiques depuis le 16 février 2006.

## Architecture
L'édifice est de style néo-roman.
L'intérieur possède un décor sculpté et des peintures réalisées par Louis Chifflet entre 1888 et 1894.

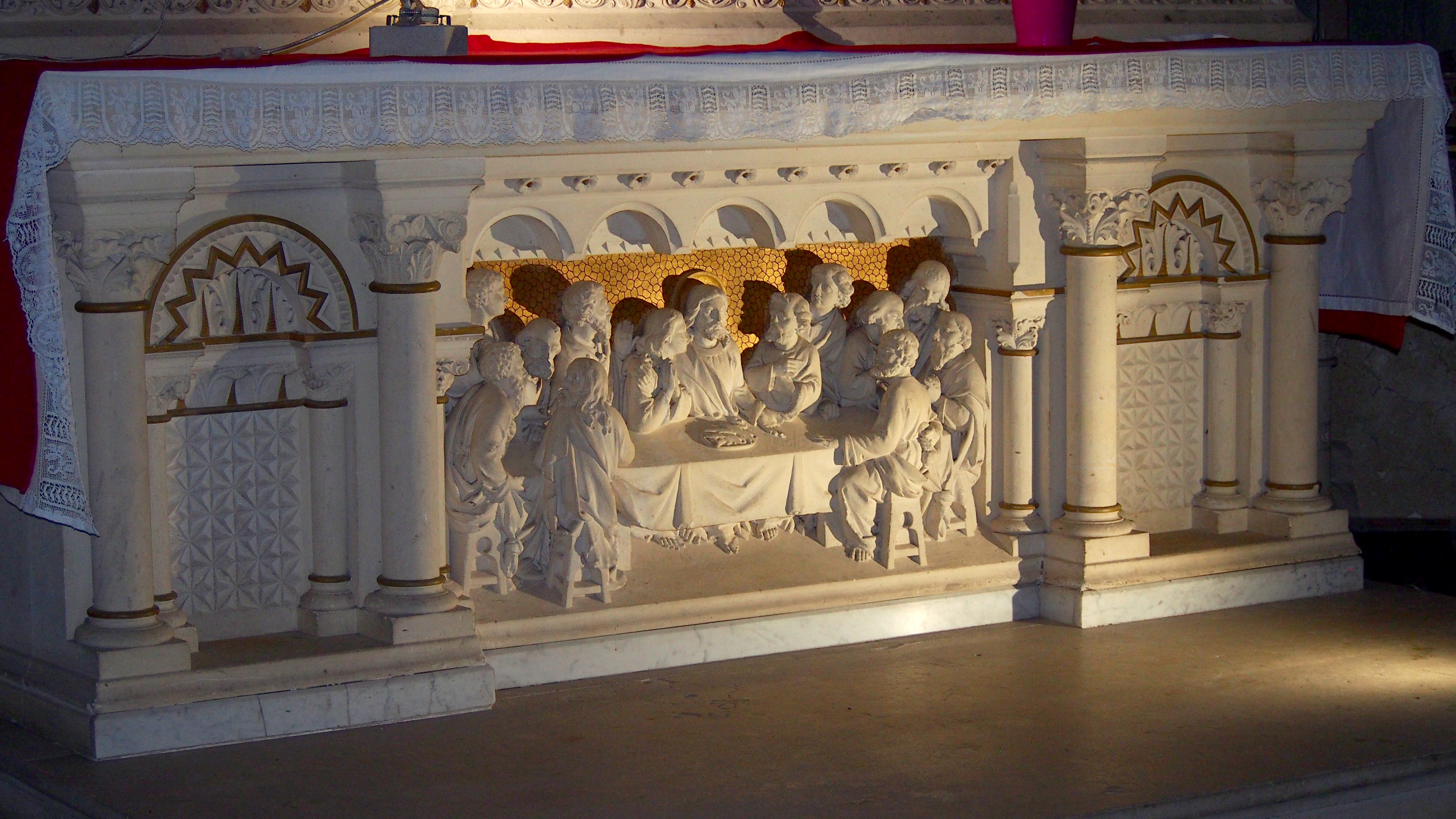
Relief de la Cène du maitre-autel.
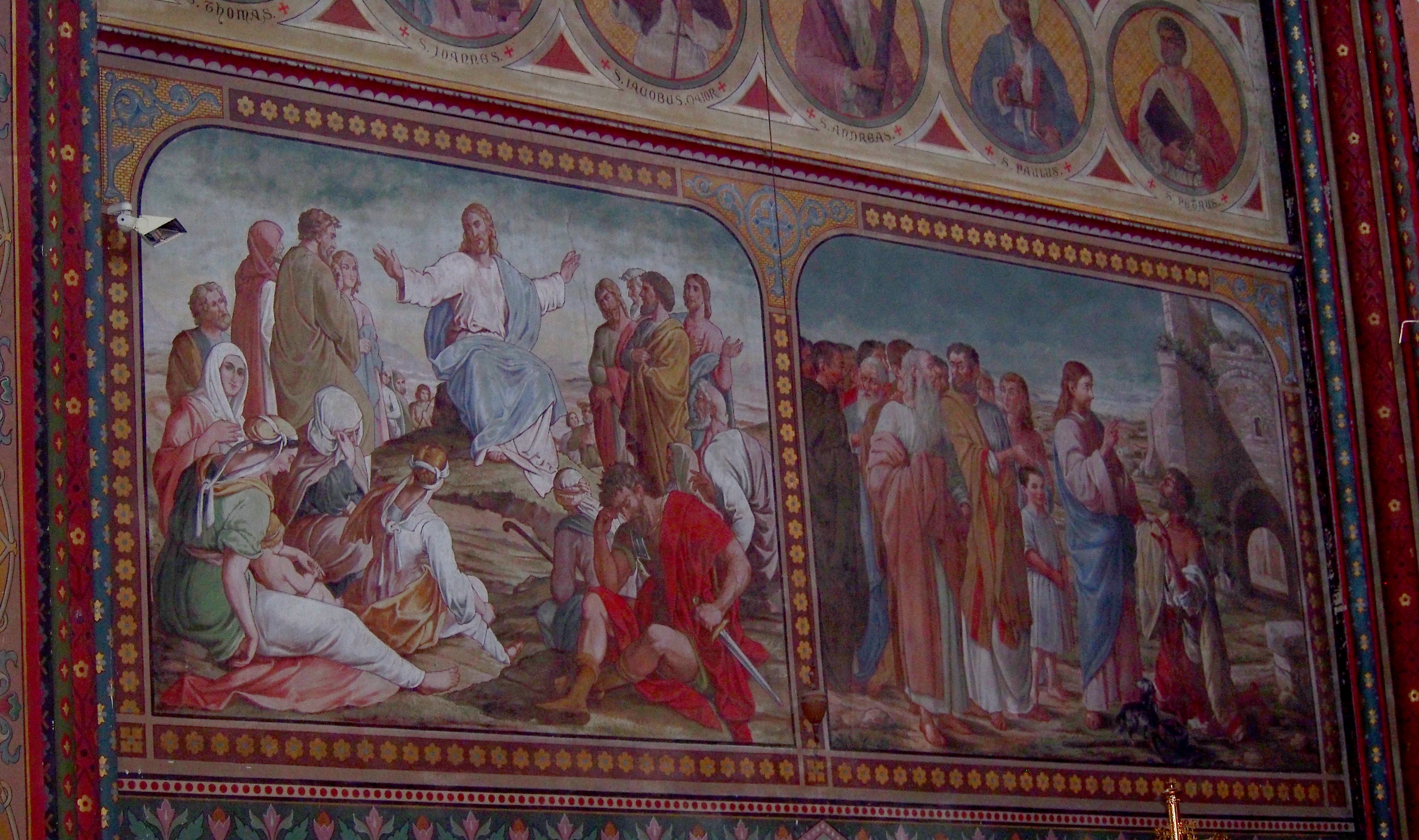
Peintures murales.
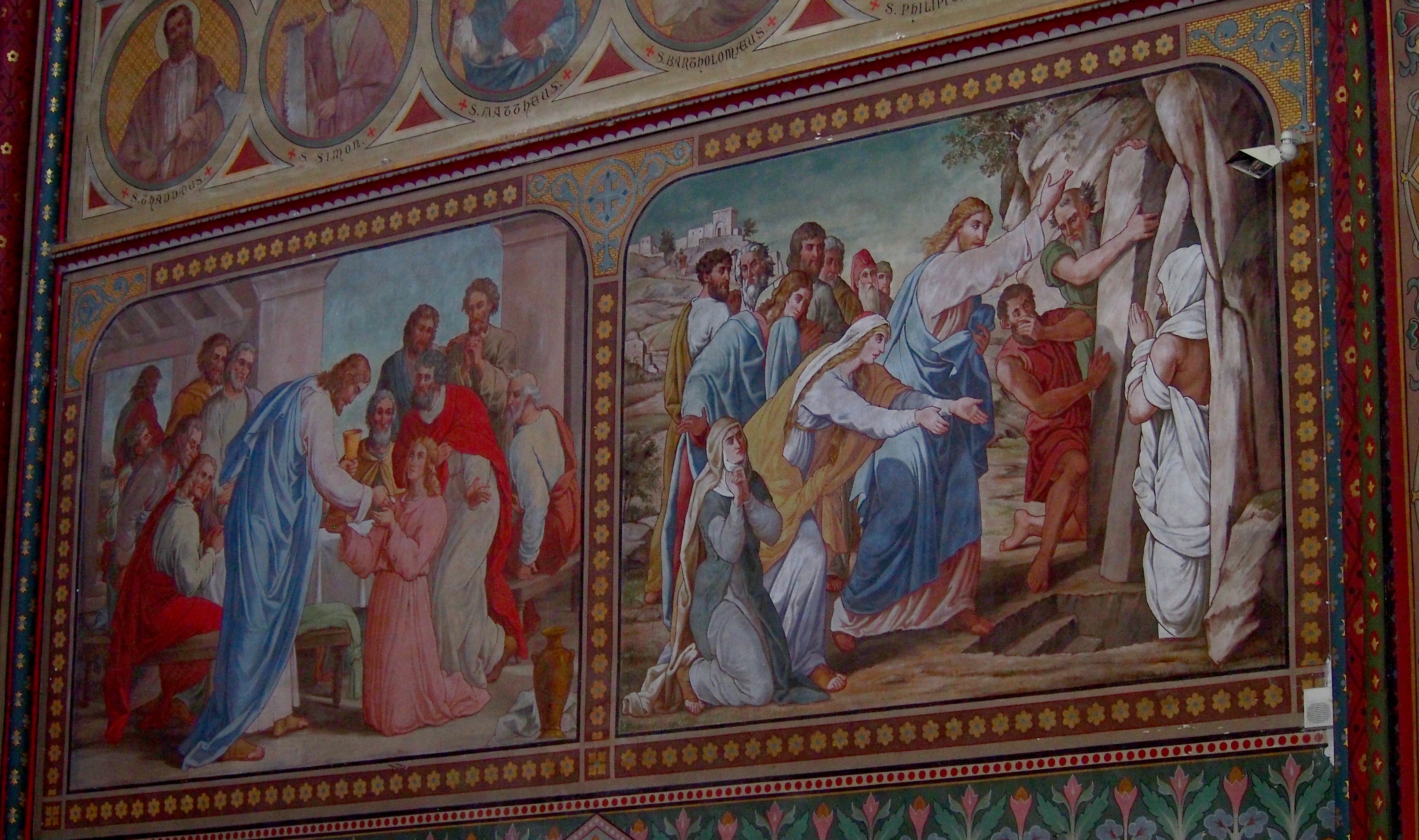
Peintures murales.